# Terence Tootoo
Pour les articles homonymes, voir Tootoo.
Terence Tootoo (né le 28 mars 1980 à Churchill au Manitoba au Canada - mort le 28 août 2002 à Brandon également dans le Manitoba) est un joueur professionnel de hockey sur glace. Il est connu pour être le premier joueur d'origine inuit à devenir professionnel mais ne passe qu'une saison en tant que tel avant de se suicider. Il est le frère aîné de Jordin, premier inuit à jouer dans la Ligue nationale de hockey en 2005-2006 avec les Predators de Nashville,.

## Biographie

### Ses débuts

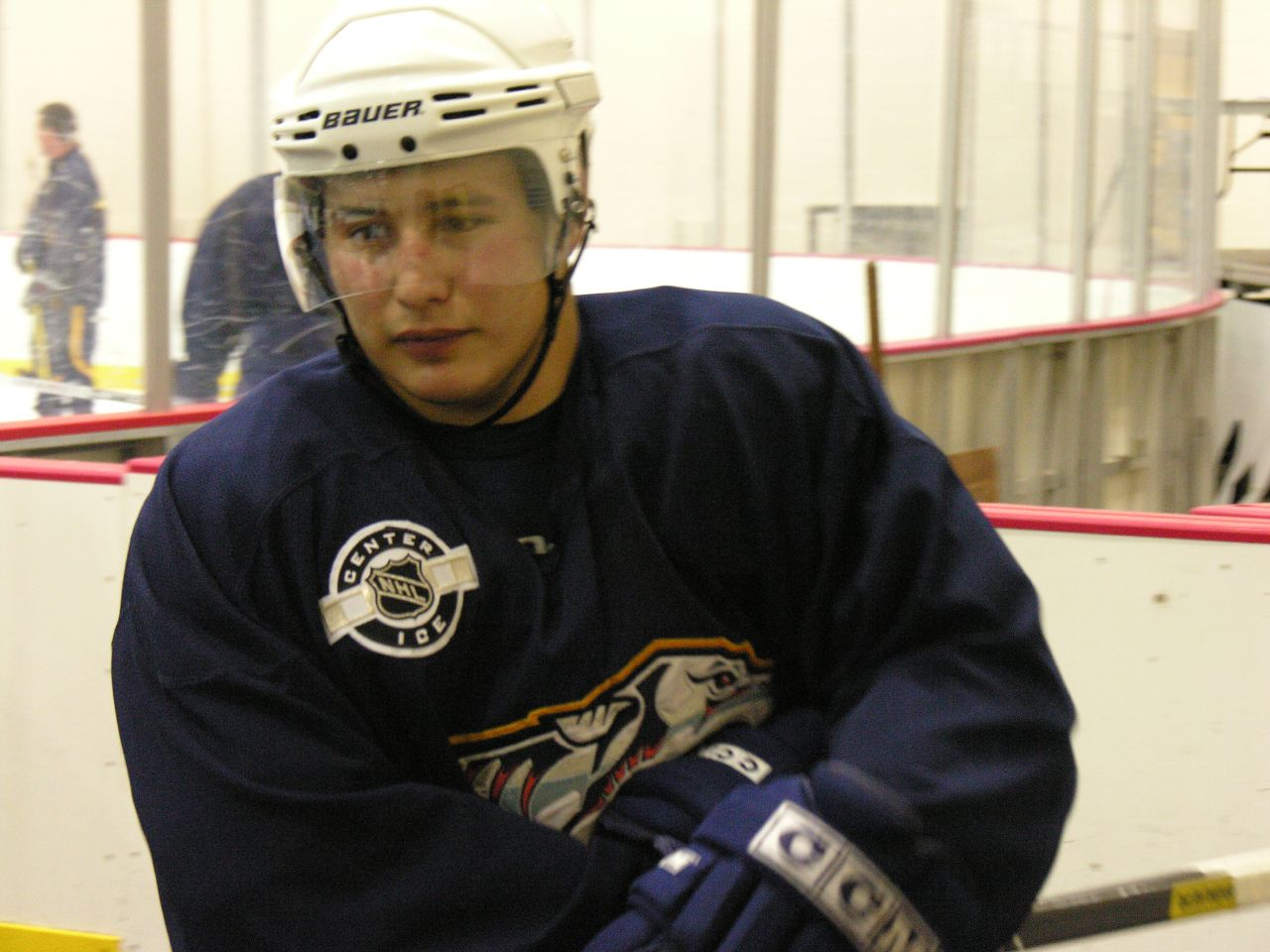
Le frère cadet de Terence, Jordin Tootoo sous les couleurs des Predators de Nashville.

Sa mère, Rose Tootoo, a des origines canadiennes et ukrainiennes, alors que son père, Barney, est un Inuit du Nunavut. Il est l'aîné de trois ans de Jordin et a également une sœur nommée Corinne. Ils sont tous les deux les neveux de George Hickes, président de l'Assemblée législative du Manitoba, et également les cousins de Hunter Tootoo membre de l'Assemblée législative du Nunavut.
Terence Tootoo commence sa carrière en jouant dans l'équipe du Blizzard de l'Opaskwayak Cree Nation (souvent désignée Blizzard de l'OCN) dans la Ligue de hockey junior du Manitoba. Opaskwayak est un terme inuit qui signifie « où les deux rivières se rencontrent ». Il débute en 1997-1998 avec l'équipe et élu joueur le plus populaire de l'équipe. Lors de la saison suivante, son frère se joint à l'équipe et il est désigné joueur recrue de la saison avec Preston McKay. La même saison, l'équipe du Blizzard remporte le titre de champion et la Coupe Turnbull allant avec. Terence Tootoo est une nouvelle fois désigné joueur le plus populaire de l'équipe en compagnie de son frère et de Konrad McKay. Au cours des saisons suivantes, les joueurs de l'OCN remportent le championnat de la LHJM à deux reprises mais ils ne parviennent pas à mettre la main sur la Coupe Anavet, coupe décernée à la meilleure des équipes entre la LHJM et la Ligue de hockey junior de la Saskatchewan. Entre-temps, au début de la saison 1999-2000, le cadet de Terence, Jordin, quitte la LHJM pour rejoindre la Ligue de hockey de l'Ouest et les Wheat Kings de Brandon. Terence est désigné joueur le plus sympathique de l'équipe à la fin des saisons 1998-1999 et 1999-2000.

### Le premier inuit professionnel
Terence Tootoo signe un contrat professionnel avec l'Express de Roanoke de l'ECHL au cours de l'été 2001. Il devint ainsi le premier joueur inuit de hockey professionnel et joue toute la saison 2001-2002. Il termine la saison avec neuf buts et seize passes décisives en plus de 218 minutes de pénalité. Lors de l'été 2002, il rejoint son frère pour s’entraîner avec lui dans la ville de Brandon et est logé dans la même maison que son frère, chez Robert Roy. Après un repas avec son frère et un ami, Terence Tootoo ramène Jordin chez un ami puis sur la route, il est arrêté pour conduite en état d'ivresse. Il est emmené au poste de police de Brandon mais les policiers ne parviennent pas à contacter les Roy. Deux policiers le raccompagnent alors dans la maison des Roy et l'y laissent sans avoir rencontré de personne en état de s'occuper de Terence. Le joueur inuit trouve et s'empare du fusil de chasse de Roy et de munitions puis se suicide aux alentours de 5 heures du matin du 28 août 2002.
Son frère l'attend en vain le lendemain matin pour un entraînement de hockey et finalement le déclare disparu à une heure de l'après-midi le jour même. Le corps de Terence est retrouvé dans les broussailles derrière la maison des Roy. Il laisse derrière lui une note pour son frère : « Do well Jor. Go all the way. Take care of the family. You are the man. Ter. ».
La saison suivante, ses coéquipiers de l'Express décident de porter sur leur maillot un patch en forme de cœur avec l'ancien numéro de Terence Tootoo, le 22. Les deux frères jouent en effet avec le 22 dans leur club respectif, faisant ainsi un jeu de mots avec leur numéro two-two qui se prononce en anglais comme leur nom de famille.
Par la suite, la famille Tootoo attaque en justice cinq policiers du poste de police pour ne pas avoir confié Terence à un adulte sobre et responsable avant de le laisser en liberté. Les poursuites sont abandonnées en février 2005 alors qu'un arrangement à l'amiable est trouvé entre les différents partis.

## Statistiques
| Saison    | Équipe             | Ligue |    | Saison régulière | Saison régulière | Saison régulière | Saison régulière | Saison régulière |   | Séries éliminatoires | Séries éliminatoires | Séries éliminatoires | Séries éliminatoires | Séries éliminatoires |
| Saison    | Équipe             | Ligue | PJ | B                | A                | Pts              | Pun              | PJ               | B | A                    | Pts                  | Pun                  |                      |                      |
| 1997-1998 | Blizzard de l'OCN  | LHJM  |    |                  |                  |                  |                  |                  |   |                      |                      |                      |                      |                      |
| 1998-1999 | Blizzard de l'OCN  | LHJM  | 62 | 22               | 30               | 52               | 239              |                  |   |                      |                      |                      |                      |                      |
| 1999-2000 | Blizzard de l'OCN  | LHJM  | 59 | 40               | 39               | 79               | 316              |                  |   |                      |                      |                      |                      |                      |
| 2000-2001 | Blizzard de l'OCN  | LHJM  | 51 | 37               | 34               | 71               | 174              |                  |   |                      |                      |                      |                      |                      |
| 2001-2002 | Express de Roanoke | ECHL  | 65 | 9                | 16               | 25               | 218              | 4                | 1 | 0                    | 1                    | 14                   |                      |                      |

## Trophées et honneurs
- Joueur le plus populaire du Blizzard de l'OCN en 1997-1998, 1998-1999 et 1999-2000 ;
- Joueur désigné guide de la communauté en 1997-1998 et 1999-2000 ;
- Champion de la LHJM en 1999, 2000 et 2001.